# Enköpings-Näs landskommun
Enköpings-Näs landskommun var en tidigare kommun i Uppsala län. 

## Administrativ historik
Kommunen inrättades i Näs socken i Åsunda härad i Uppland när 1862 års kommunalförordningar trädde i kraft 1863. Landskommunen namnändrades den 1 januari 1886 (ändring enligt beslut den 17 april 1885) från Näs landskommun till Enköpings-Näs landskommun. Innan ändringen hade dock bruket av namnet Enköpings-Näs redan förekommit.
Vid kommunreformen 1952 gick den upp i Åsunda landskommun, som 1971 uppgick i Enköpings kommun. 